# VSK Osterholz-Scharmbeck
Der VSK Osterholz-Scharmbeck (offiziell: Verein für Sport und Körperpflege Osterholz-Scharmbeck von 1848 e. V.; kurz VSK OHZ) ist ein Sportverein mit den Fachabteilungen Turnen, Leichtathletik, Handball etc. und Fußball in Osterholz-Scharmbeck. Die Farben des Vereins sind Grün-Weiß.

## Geschichte
Der Verein entstand grundlegend aus dem Zusammenschluss des Scharmbecker-Osterholzer Turnverein von 1848, dem Turnverein „Gut Heil“ Osterholz von 1881, dem Pyramidenclub Osterholz „Frisch auf“ von 1896 und dem Arbeiter-Turn- und Sportverein Osterholz-Scharmbeck von 1906. Die fußballerischen Wurzeln des Vereins brachte der FV „Preußen 09“ ein.
Der Fußballverein Preußen 09 war in den 1930er Jahren zunächst in Sportverein Preußen 09 Osterholz-Scharmbeck und später in Spielvereinigung Osterholz-Scharmbeck, vormals Preußen 09 umbenannt worden. Nach der Auflösung des Vereins zu Ende des Zweiten Weltkrieges erfolgte am 30. September 1945 die Neugründung als Verein für Sport und Körperpflege Osterholz-Scharmbeck .

## Fußball
Der VSK Osterholz-Scharmbeck spielt in der Regel in unteren Amateurligen. Nachdem die Fußballsparte in nur fünf Jahren den Weg von der Bezirksliga in die Oberliga geschafft hatte, spielte diese ab der Saison 2006/07 in der Oberliga Nord. Bis 2012 gehörte der VSK der fünftklassigen Oberliga Niedersachsen an, ehe der Verein freiwillig in die Landesliga Lüneburg zurückzog. Trainiert wurde der VSK Osterholz-Scharmbeck bis 2014 von Günter Hermann, seither von Dominic Voglsinger. Mit Werder Bremen wird eine Partnerschaft gepflegt. Der VSK Osterholz-Scharmbeck trägt seine Heimspiele in der städtischen Sportanlage am Waldstadion aus. Im Mai 2008 wurde im Stadtrat der Neubau des Stadions beschlossen. Während der Baumaßnahmen fanden die Heimspiele des VSK auf der Sportanlage „Im Hof“ des SV Komet im Osterholz-Scharmbecker Ortsteil Pennigbüttel statt. Im Rahmen eines Testspieles gegen den Bundesligisten Werder Bremen wurde das neue Stadion am 25. Mai 2010 offiziell eingeweiht.